# Мележик, Василий Афанасьевич
Василий Афанасьевич Мележик (1926—1945) — красноармеец Рабоче-крестьянской Красной Армии, участник Великой Отечественной войны, Герой Советского Союза (1945).

## Биография
Василий Мележик родился в 1926 году в селе Белоусовка (ныне — Чернухинский район Полтавской области Украины). После окончания семи классов школы работал в колхозе. В 1944 году Мележик был призван на службу в Рабоче-крестьянскую Красную Армию. С ноября того же года — на фронтах Великой Отечественной войны, был стрелком 2-го стрелкового полка 1-го стрелкового полка 99-й стрелковой дивизии 46-й армии 2-го Украинского фронта. Отличился во время освобождения Венгрии.
Группа советских солдат, в которую входил и Мележик, 5 декабря 1944 года переправилась через Дунай в районе населённого пункта Мариахаза в 3 километрах к северу от города Эрчи и захватила плацдарм на его противоположном берегу. В тех боях Мележик лично уничтожил 2 автомашины и большое количество солдат и офицеров противника, принял активное участие в отражении пяти немецких контратак. Когда он был окружён группой вражеских солдат, Мележик убил трёх из них, а ещё двух захватил в плен. 3 марта 1945 года Мележик погиб в бою. Похоронен в городе Эрчи.
Указом Президиума Верховного Совета СССР от 24 марта 1945 года за «мужество и героизм, проявленные при форсировании Дуная и удержании плацдарма», красноармеец Василий Мележик посмертно был удостоен высокого звания Героя Советского Союза. Также был награждён орденом Ленина и рядом медалей.
За отличие при форсировании Дуная Указом от 24.03.1945 года Золотой Звездой Героя Советского Союза наградили ещё 14 воинов  из 2-го стрелкового батальона 1-го стрелкового полка старшего лейтенанта Забобонова Ивана Семеновича, в том числе: старшего лейтенанта Милова Павла Алексеевича, старшего лейтенанта Чубарова Алексея Кузьмича, лейтенанта Храпова Николая Константиновича, лейтенанта Колычева Олега Федосеевича, младшего лейтенанта Кутуева Рауфа Ибрагимовича, старшего сержанта Шарпило Петра Демьяновича, сержанта Ткаченко Ивана Васильевича, сержанта Полякова Николая Федотовича, рядового Зигуненко Ильи Ефимовича, рядового Остапенко Ивана Григорьевича, рядового Мележика Василия Афанасьевича, рядового Зубовича Константина Михайловича, рядового Трошкова Александра Даниловича...

## Память
В честь Мележика названа школа на его родине.